# Delonix baccal
Delonix baccal är en ärtväxtart som först beskrevs av Emilio Chiovenda, och fick sitt nu gällande namn av Baker f.. Delonix baccal ingår i släktet Delonix, och familjen ärtväxter. Inga underarter finns listade i Catalogue of Life.